# 祥雲寺 (豊島区)
祥雲寺（しょううんじ）は、東京都豊島区池袋三丁目にある曹洞宗の寺院。山号は瑞鳳山。本尊は薬師如来。

## 概要
1532年（天文元年）、後北条氏の重臣で江戸城主だった遠山隼人正景久が、駒込吉祥寺の末寺として創建したのが始まりで、曹洞宗の僧大州安充を開山として創建され、当初寺号を浄光院と号した。現在の寺号となったのは1709年（宝永6年）である。はじめは江戸城和田倉門内にあったが、その後江戸城の拡張などにより寺地を転々とし、現在の池袋に移転したのは、1915年（大正4年）のことである。
不定期で伽藍を使用して、「ぼうず'n coffee」という喫茶店を運営している 。

## 墓所
- 戸田氏（松本藩主）
- 石ノ森章太郎（漫画家）
- 王育徳（言語学者、台湾独立運動活動家）
- 八代目山田浅右衛門（公儀御様御用）